# 日産・カザーナ
日産・カザーナ (QAZANA) は、日産自動車が開発したコンセプトカーである。
本車の量産市販モデルがジュークであるが、量産モデルのジュークの方が先行して完成しており、それをショーで展示するに当たって修正を施したものがカザーナであるという。

## 概要
2009年のジュネーヴモーターショーで発表。小型5ドアクロスオーバー (CUV) で、2010年6月には市販モデルのジュークが日本で、同年秋には欧米で発売された。
開発作業はすべてイギリスで行われ、ロンドンの日産デザインヨーロッパが開発。サイズとしてはデュアリスの下のクラスとなり、オートバイやビーチバギーにヒントを得たスタイルとなっている。

## 構成

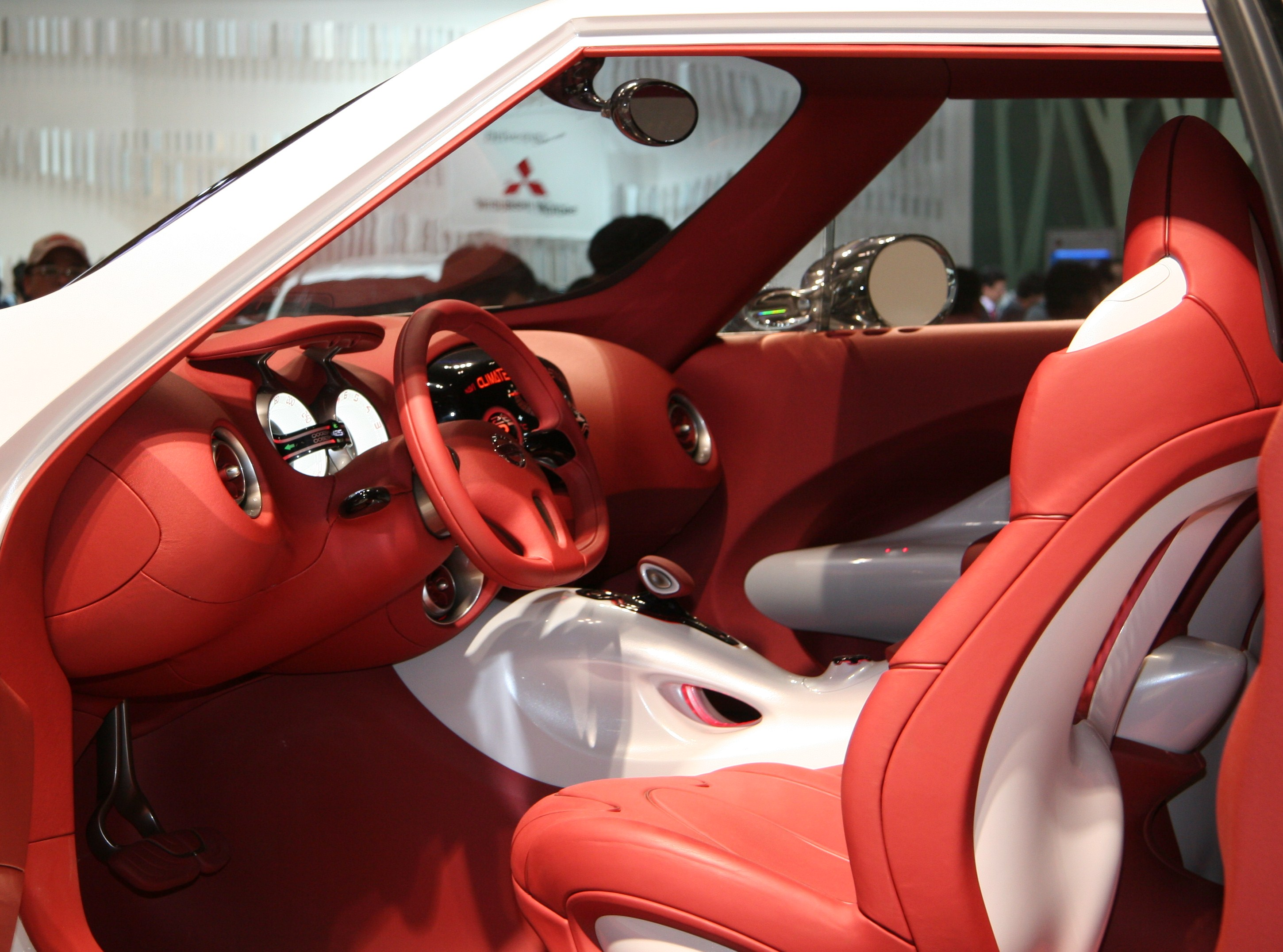
室内

フロントには4つのライトが装備され、バンパー部のライトはデイタイムランニングライト、フェンダーの小型ライトはヘッドライトの役割を果たす。また、ホイールアーチが大きく設計されている。
ドアは電動開閉式で、逆ヒンジの観音開きスタイルを採用したため、リアドアはフロントドアが開いた状態でないと開閉することができない。
インテリアにはレザーやカーボンなどの素材が使用され、バイクのタンクおよびシートをモチーフにしたセンターコンソールとセンターアームレストが採用された。

## 車名の由来
インドの公用語、ウルドゥー語で「宝物」を意味する「خزانہ۔(カザーナ)」が由来。